# 庭田重基
庭田 重基（にわた しげもと）は、江戸時代後期の公卿。大納言・庭田重能の長男。官位は正三位・参議。庭田家21代。

## 系譜
- 父：中山愛親
- 母：今城定種の娘
- 養父：庭田重能
- 養母：大炊御門家孝の娘
- 妻：不詳
- 生母不明の子女
  - 長男：庭田重胤 - 権大納言、廷臣八十八卿列参事件に参加
  - 次男：愛宕通致
  - 三男：壬生基修 - 壬生道吉の養子
  - 女子：庭田基子
  - 女子：庭田祐子 - 愛宕通致室

## その他
- 重嗣の実父は重能ではなく、中山愛親ではないかとの説もあるが、重基と愛親の年齢差は58歳もあり、親子としてはやや不自然であるため、信憑性は薄い。

| スタブアイコン | サブスタブ | この項目は、まだ閲覧者の調べものの参照としては役立たない、人物に関連した書きかけの項目です。この項目を加筆・訂正などしてくださる協力者を求めています（P:人物伝/PJ:人物伝）。 |